# IPad Air (第六代)
第六代iPad Air（正式名称仅为iPad Air，又俗称iPad Air 6），是一款由蘋果公司于2024年5月7日在Apple Event上发布的平板电脑。iPad Air系列首次推出双尺寸，分别提供了11寸和13寸两个尺寸的屏幕。iPad Air 6 支持 Apple Pencil Pro。

## 顏色
蓝色、紫色、星光色、太空灰色。

## 时间线
|  |